# Wall Street (linea IRT Broadway-Seventh Avenue)
Wall Street è una fermata della metropolitana di New York situata sulla linea IRT Broadway-Seventh Avenue. Nel 2019 è stata utilizzata da 6 910 581 passeggeri. È servita dalla linea 2 sempre e dalla linea 3 sempre tranne di notte.

## Storia
La stazione fu aperta il 1º luglio 1918.

## Strutture e impianti
La stazione è sotterranea, ha una banchina ad isola e due binari. È posta al di sotto di William Street e il mezzanino possiede un totale di sei ingressi, uno nell'atrio di 28 Liberty Street, uno incorporato nella facciata di 60 Wall Street e quattro scale all'incrocio con Wall Street.